# Ромен Левко
Ромен Левко (1893—1981) — український поет. Псевдонім, справжнє прізвище Ковальський Степан.

## З біографії
Народ. 8 червня 1893 р. у м. Ромни на Полтавщині в козацькій родині. Брав участь у визвольних змаганнях доби УНР. За фахом — землемір. Почав друкуватися ще в роки національно-визвольної боротьби (1919). Деякий час жив у Західній Україні, емігрував (1920). Спочатку перебував у таборі в м. Каліші (Польща). Після закінчення Другої світової війни жив у Німеччині, а згодом у Канаді. Був членом редколегії журналу «Світання». Емігрував до Канади в 1952 р., поселився в Торонто. Помер 20 січня 1981 р. у м. Торонто.

## Творчість
Автор збірок «Передгрім'я» (1953), «Поеми» (1956), «Дуб-нелин» (1969), «Поляризоване»
(1981), п'єси «Жовтосил» (1965) та інших.
Окремі видання:
- Ромен Л. Вірші // Хрестоматія з української літератури в Канаді. — Едмонтон, 2000. — С. 47-50.
- Ромен Л. Дуб-нелин. — Торонто: Світання, 1969. — 80 с.
- Ромен Л. Передгрім'я. — Філадельфія, 1953. — 64 с.
- Ромен Л. Поеми. — Торонто: Євшан-зілля, 1956. — 72 с.
- Ромен Л. Поляризоване / Вступ. ст. Я. Славутича. — Торонто: б. в.,1981. — 118 с.
- Ромен Л. Шоста збірка поезій Яра Славутича // Визвольний шлях. — 1963. — № 2. — С. 233—234.